# Xavier de Maupeou
Pour les autres membres de la famille, voir Famille de Maupeou.
 (juin 2021).
Si vous disposez d'ouvrages ou d'articles de référence ou si vous connaissez des sites web de qualité traitant du thème abordé ici, merci de compléter l'article en donnant les références utiles à sa vérifiabilité et en les liant à la section « Notes et références ».
Xavier de Maupeou (prononcer Maupou), à l'état civil Xavier, Gilles de Maupeou d'Ableiges, né le 16 mars 1935 à Saumur en Maine-et-Loire en France, est un évêque catholique français, évêque émérite de Viana (pt) au Brésil depuis juillet 2010. Il est un cousin éloigné du prêtre Daniel-Ange de Maupeou d'Ableiges.

## Biographie
Il naît dans une vieille famille de la noblesse française, fils de Hubert de Maupeou d'Ableiges et Marie-Fernande de Cazenove de Pradines. Il poursuit ses premières études à Nantes, puis étudie la philosophie et la théologie au séminaire d'Issy-les-Moulineaux. Lorsqu'il est ordonné diacre, il se sent appelé à la mission. C'est l'époque de la publication de l'encyclique de Pie XII Fidei donum sur la nécessité d'envoyer des prêtres dans les pays de mission. De passage en France, le père Fragoso, brésilien, sollicite un prêtre pour commencer le travail de l'Action catholique à São Luis do Maranhão. Xavier de Maupeou est ordonné prêtre le 30 juin 1962 au Mans, et ensuite il part pour le Brésil.
Il est nommé à São Luis vicaire de la paroisse de Monte Castelo en 1963, puis entre 1964 et 1967 il est curé de la paroisse de Fátima, quartier populaire de São Luis. Parallèlement il est assistant ecclésiastique de la Jeunesse ouvrière chrétienne de l'État de Maranhão. Dans ces années qui suivent directement le concile Vatican II et qui connaissent la réforme liturgique et la révolution des mœurs, le père de Maupeou prend le parti des plus pauvres alors que le Brésil est traversé par des perturbations politiques importantes. Le régime militaire est instauré en 1971 et l'État brésilien assimile trop souvent au communisme les communautés de base (appuyées par une partie du clergé catholique, et considérées de façon bienveillante par le père de Maupeou) et divers groupes sociaux qui commencent à éclore. Ponte, archevêque de São Luís le nomme curé de la paroisse Saint-Benoît de Rio Preto, puis d'Urbanos Santos (1968-1979). En 1971, il est accusé de communisme par le régime et arrêté avec lAntonio de Magalhães Monteiro.
Xavier de Maupeou poursuit ses études et obtient une licence en philosophie de l'université fédérale de Piauí, puis une licence de droit de l'université fédérale de Paraíba.
Il voue son travail aux communautés ecclésiales de base et à la défense des droits de l'homme. Il est coordinateur de la commission pastorale de la Terre et des communautés de base de l'État de Maranhão (1980-1982); secrétaire national du comité épiscopal France-Amérique latine entre 1982 et 1988; recteur du séminaire interdiocésain Saint-Antoine de São Luís do Maranhão (1989-1994); recteur et curé de São José de Ribamar (1993-1995).
Le 2 août 1995, Jean-Paul II le nomme évêque auxiliaire de São Luis do Maranhão au Brésil. Xavier de Maupeou est consacré le 3 septembre suivant avec le titre d'évêque titulaire (ou in partibus) de Casae Medianae (de). Il devient vicaire général de l'archidiocèse et modérateur à la curie.
Le 18 février 1998, il est nommé évêque de Viana (Brésil). Il se retire le 7 juillet 2010.